# Pallavolo ai Giochi della XXXIII Olimpiade - Torneo femminile
Il torneo femminile di pallavolo ai Giochi della XXXIII Olimpiade si è svolto dal 28 luglio all'11 agosto 2024 a Parigi, in Francia, durante i Giochi della XXXIII Olimpiade: al torneo hanno partecipato dodici squadre nazionali e la vittoria finale è andata per la prima volta all'Italia.

## Qualificazioni
Al torneo hanno partecipato: la nazionale del paese ospitante, le prime due classificate di ogni girone del torneo di qualificazione e le prime cinque classificate nel FIVB World Rankings al 17 giugno 2024 tra le squadre non qualificate.

## Impianti
|                                                                                |  |  |
|                                                                                |  |  |
| Paris Expo Porte de Versailles Città: Parigi Capienza: - Anno d'apertura: 1923 |  |  |

## Regolamento

### Formula
La formula ha previsto:
- Fase a gironi, disputata con girone all'italiana: le prime due classificate di ogni girone e le due migliori terze classificate hanno acceduto alla fase finale.
- Fase finale, disputata con quarti di finale, semifinali, finale per il terzo posto e finale[3].

### Criteri di classifica
Se il risultato finale è stato di 3-0 o 3-1 sono stati assegnati 3 punti alla squadra vincente e 0 a quella sconfitta, se il risultato finale è stato di 3-2 sono stati assegnati 2 punti alla squadra vincente e 1 a quella sconfitta.
L'ordine del posizionamento in classifica è stato definito in base a:
- Numero di partite vinte;
- Punti;
- Ratio dei set vinti/persi;
- Ratio dei punti realizzati/subiti;
- Risultati degli scontri diretti.

## Squadre partecipanti
| Squadra         | Qualificazione                            | Ultima partecipazione |
| --------------- | ----------------------------------------- | --------------------- |
| Brasile         | 2ª al torneo di qualificazione (girone B) | Tokyo 2020            |
| Cina            | 6ª FIVB World Rankings                    | Tokyo 2020            |
| Francia         | Paese organizzatore                       | Debutto               |
| Giappone        | 7ª FIVB World Rankings                    | Tokyo 2020            |
| Italia          | 2ª FIVB World Rankings                    | Tokyo 2020            |
| Kenya           | 20ª FIVB World Rankings                   | Tokyo 2020            |
| Paesi Bassi     | 8ª FIVB World Rankings                    | Rio de Janeiro 2016   |
| Polonia         | 2ª al torneo di qualificazione (girone C) | Pechino 2008          |
| Rep. Dominicana | 1ª al torneo di qualificazione (girone A) | Tokyo 2020            |
| Serbia          | 2ª al torneo di qualificazione (girone A) | Tokyo 2020            |
| Stati Uniti     | 1ª al torneo di qualificazione (girone C) | Tokyo 2020            |
| Turchia         | 1ª al torneo di qualificazione (girone B) | Tokyo 2020            |

## Torneo

### Fase a gironi
| Girone A    | Girone B | Girone C        |
| ----------- | -------- | --------------- |
| Cina        | Brasile  | Italia          |
| Francia     | Giappone | Paesi Bassi     |
| Serbia      | Kenya    | Rep. Dominicana |
| Stati Uniti | Polonia  | Turchia         |

#### Girone A

##### Risultati
| 29 luglio 2024 Paris Expo Porte de Versailles, Parigi Durata: 2h:07 - Spettatori: 9 434 | Stati Uniti | 2 - 3 | Cina        | 20-25, 19-25, 25-17, 25-20, 13-15 |
| 29 luglio 2024 Paris Expo Porte de Versailles, Parigi Durata: 1h:18 - Spettatori: 9 350 | Francia     | 0 - 3 | Serbia      | 17-25, 17-25, 22-25               |
| 31 luglio 2024 Paris Expo Porte de Versailles, Parigi Durata: 2h:13 - Spettatori: 9 384 | Stati Uniti | 3 - 2 | Serbia      | 25-17, 25-20, 20-25, 14-25, 17-15 |
| 1º agosto 2024 Paris Expo Porte de Versailles, Parigi Durata: 1h:16 - Spettatori: 9 483 | Francia     | 0 - 3 | Cina        | 18-25, 16-25, 19-25               |
| 4 agosto 2024 Paris Expo Porte de Versailles, Parigi Durata: 1h:38 - Spettatori: 9 402  | Francia     | 0 - 3 | Stati Uniti | 27-29, 27-29, 20-25               |
| 4 agosto 2024 Paris Expo Porte de Versailles, Parigi Durata: 1h:59 - Spettatori: 9 395  | Cina        | 3 - 1 | Serbia      | 21-25, 25-20, 25-22, 29-27        |

##### Classifica
| Pos. | Squadra     | Pt | G | V | P | SV | SP | Ratio | PF  | PS  | Ratio |
| ---- | ----------- | -- | - | - | - | -- | -- | ----- | --- | --- | ----- |
| 1.   | Cina        | 8  | 3 | 3 | 0 | 9  | 3  | 3,000 | 277 | 249 | 1,112 |
| 2.   | Stati Uniti | 6  | 3 | 2 | 1 | 8  | 5  | 1,600 | 286 | 278 | 1,029 |
| 3.   | Serbia      | 4  | 3 | 1 | 2 | 6  | 6  | 1,000 | 271 | 257 | 1,054 |
| 4.   | Francia     | 0  | 3 | 0 | 3 | 0  | 9  | 0,000 | 183 | 233 | 0,785 |

      Qualificata ai quarti di finale.

#### Girone B

##### Risultati
| 28 luglio 2024 Paris Expo Porte de Versailles, Parigi Durata: 1h:51 - Spettatori: 9 262 | Polonia  | 3 - 1 | Giappone | 20-25, 25-22, 25-23, 28-26 |
| 29 luglio 2024 Paris Expo Porte de Versailles, Parigi Durata: 1h:04 - Spettatori: 9 275 | Brasile  | 3 - 0 | Kenya    | 25-14, 25-13, 25-12        |
| 31 luglio 2024 Paris Expo Porte de Versailles, Parigi Durata: 1h:06 - Spettatori: 9 447 | Polonia  | 3 - 0 | Kenya    | 25-14, 25-17, 25-15        |
| 1º agosto 2024 Paris Expo Porte de Versailles, Parigi Durata: 1h:19 - Spettatori: 9 410 | Brasile  | 3 - 0 | Giappone | 25-20, 25-17, 25-18        |
| 3 agosto 2024 Paris Expo Porte de Versailles, Parigi Durata: 1h:11 - Spettatori: 9 439  | Giappone | 3 - 0 | Kenya    | 25-17, 25-22, 25-12        |
| 4 agosto 2024 Paris Expo Porte de Versailles, Parigi Durata: 1h:36 - Spettatori: 9 505  | Brasile  | 3 - 0 | Polonia  | 25-21, 38-36, 25-14        |

##### Classifica
| Pos. | Squadra  | Pt | G | V | P | SV | SP | Ratio | PF  | PS  | Ratio |
| ---- | -------- | -- | - | - | - | -- | -- | ----- | --- | --- | ----- |
| 1.   | Brasile  | 9  | 3 | 3 | 0 | 9  | 0  | MAX   | 238 | 165 | 1,442 |
| 2.   | Polonia  | 6  | 3 | 2 | 1 | 6  | 4  | 1,500 | 244 | 230 | 1,061 |
| 3.   | Giappone | 3  | 3 | 1 | 2 | 4  | 6  | 0,667 | 226 | 224 | 1,009 |
| 4.   | Kenya    | 0  | 3 | 0 | 3 | 0  | 9  | 0,000 | 136 | 225 | 0,604 |

      Qualificata ai quarti di finale.

#### Girone C

##### Risultati
| 28 luglio 2024 Paris Expo Porte de Versailles, Parigi Durata: 1h:52 - Spettatori: 9 368 | Italia      | 3 - 1 | Rep. Dominicana | 25-19, 24-26, 25-21, 25-18        |
| 29 luglio 2024 Paris Expo Porte de Versailles, Parigi Durata: 2h:26 - Spettatori: 9 471 | Turchia     | 3 - 2 | Paesi Bassi     | 19-25, 19-25, 25-22, 25-22, 15-13 |
| 1º agosto 2024 Paris Expo Porte de Versailles, Parigi Durata: 1h:44 - Spettatori: 9 465 | Turchia     | 3 - 1 | Rep. Dominicana | 21-25, 25-18, 25-22, 25-15        |
| 1º agosto 2024 Paris Expo Porte de Versailles, Parigi Durata: 1h:29 - Spettatori: 9 400 | Italia      | 3 - 0 | Paesi Bassi     | 29-27, 25-18, 25-19               |
| 3 agosto 2024 Paris Expo Porte de Versailles, Parigi Durata: 1h:59 - Spettatori: 9 433  | Paesi Bassi | 1 - 3 | Rep. Dominicana | 25-22, 21-25, 17-25, 26-28        |
| 4 agosto 2024 Paris Expo Porte de Versailles, Parigi Durata: 1h:14 - Spettatori: 9 384  | Italia      | 3 - 0 | Turchia         | 25-14, 25-16, 25-21               |

##### Classifica
| Pos. | Squadra         | Pt | G | V | P | SV | SP | Ratio | PF  | PS  | Ratio |
| ---- | --------------- | -- | - | - | - | -- | -- | ----- | --- | --- | ----- |
| 1.   | Italia          | 9  | 3 | 3 | 0 | 9  | 1  | 9,000 | 253 | 199 | 1,271 |
| 2.   | Turchia         | 5  | 3 | 2 | 1 | 6  | 6  | 1,000 | 250 | 262 | 0,954 |
| 3.   | Rep. Dominicana | 3  | 3 | 1 | 2 | 5  | 7  | 0,714 | 264 | 284 | 0,930 |
| 4.   | Paesi Bassi     | 1  | 3 | 0 | 3 | 3  | 9  | 0,333 | 260 | 282 | 0,922 |

      Qualificata ai quarti di finale.

#### Classifica combinata
| Pos. | Squadra         | Pt | G | V | P | SV | SP | Ratio | PF  | PS  | Ratio |
| ---- | --------------- | -- | - | - | - | -- | -- | ----- | --- | --- | ----- |
| 1.   | Brasile         | 9  | 3 | 3 | 0 | 9  | 0  | MAX   | 238 | 165 | 1,442 |
| 2.   | Italia          | 9  | 3 | 3 | 0 | 9  | 1  | 9,000 | 253 | 199 | 1,271 |
| 3.   | Cina            | 8  | 3 | 3 | 0 | 9  | 3  | 3,000 | 277 | 249 | 1,112 |
|      |                 |    |   |   |   |    |    |       |     |     |       |
| 4.   | Stati Uniti     | 6  | 3 | 2 | 1 | 8  | 5  | 1,600 | 286 | 278 | 1,029 |
| 5.   | Polonia         | 6  | 3 | 2 | 1 | 6  | 4  | 1,500 | 244 | 230 | 1,061 |
| 6.   | Turchia         | 5  | 3 | 2 | 1 | 6  | 6  | 1,000 | 250 | 262 | 0,954 |
|      |                 |    |   |   |   |    |    |       |     |     |       |
| 7.   | Serbia          | 4  | 3 | 1 | 2 | 6  | 6  | 1,000 | 271 | 257 | 1,054 |
| 8.   | Rep. Dominicana | 3  | 3 | 1 | 2 | 5  | 7  | 0,714 | 264 | 284 | 0,930 |
| 9.   | Giappone        | 3  | 3 | 1 | 2 | 4  | 6  | 0,667 | 226 | 224 | 1,009 |
|      |                 |    |   |   |   |    |    |       |     |     |       |
| 10.  | Paesi Bassi     | 1  | 3 | 0 | 3 | 3  | 9  | 0,333 | 260 | 282 | 0,922 |
| 11.  | Francia         | 0  | 3 | 0 | 3 | 0  | 9  | 0,000 | 183 | 233 | 0,785 |
| 12.  | Kenya           | 0  | 3 | 0 | 3 | 0  | 9  | 0,000 | 136 | 225 | 0,604 |

      Qualificata ai quarti di finale.

### Fase finale
|  | Quarti di finale | Quarti di finale | Quarti di finale |             |   | Semifinali  | Semifinali | Semifinali |   |                 | Finale          | Finale          | Finale |  |
|  |                  |                  |                  |             |   |             |            |            |   |                 |                 |                 |        |  |
|  | 1                | Brasile          | 3                |             |   |             |            |            |   |                 |                 |                 |        |  |
|  | 1                | Brasile          | 3                |             |   |             |            |            |   |                 |                 |                 |        |  |
|  | 8                | Rep. Dominicana  | 0                |             |   |             |            |            |   |                 |                 |                 |        |  |
|  | 8                | Rep. Dominicana  | 0                |             | 1 | Brasile     | 2          |            |   |                 |                 |                 |        |  |
|  |                  |                  |                  |             | 1 | Brasile     | 2          |            |   |                 |                 |                 |        |  |
|  |                  |                  | 4                | Stati Uniti | 3 |             |            |            |   |                 |                 |                 |        |  |
|  | 4                | Stati Uniti      | 4                | Stati Uniti | 3 | 3           |            |            |   |                 |                 |                 |        |  |
|  | 4                | Stati Uniti      |                  |             |   |             |            |            |   |                 |                 |                 |        |  |
|  | 5                | Polonia          | 0                |             |   |             |            |            |   |                 |                 |                 |        |  |
|  | 5                | Polonia          | 0                |             | 4 | Stati Uniti | 0          |            |   |                 |                 |                 |        |  |
|  |                  |                  |                  |             |   |             |            |            |   |                 |                 |                 |        |  |
|  |                  |                  | 2                | Italia      | 3 |             |            |            |   |                 |                 |                 |        |  |
|  | 3                | Cina             | 2                | Italia      | 3 | 2           |            |            |   |                 |                 |                 |        |  |
|  | 3                | Cina             |                  |             |   | 2           |            |            |   |                 |                 |                 |        |  |
|  | 6                | Turchia          | 3                |             |   |             |            |            |   |                 |                 |                 |        |  |
|  | 6                | Turchia          | 3                |             | 6 | Turchia     | 0          |            |   | Finale 3º posto | Finale 3º posto | Finale 3º posto |        |  |
|  |                  |                  |                  |             | 6 | Turchia     | 0          |            |   |                 |                 |                 |        |  |
|  |                  |                  | 2                | Italia      | 3 |             |            |            |   |                 |                 |                 |        |  |
|  | 2                | Italia           | 2                | Italia      | 3 | 3           |            |            | 1 | Brasile         | 3               |                 |        |  |
|  | 2                | Italia           |                  |             |   |             |            |            | 1 | Brasile         | 3               |                 |        |  |
|  | 7                | Serbia           | 0                |             |   | 6           | Turchia    | 1          |   |                 |                 |                 |        |  |

#### Quarti di finale
| 6 agosto 2024 Paris Expo Porte de Versailles, Parigi Durata: 2h:23 - Spettatori: 9 271 | Cina        | 2 - 3 | Turchia         | 25-23, 21-25, 24-26, 25-21, 12-15 |
| 6 agosto 2024 Paris Expo Porte de Versailles, Parigi Durata: 1h:13 - Spettatori: 9 315 | Brasile     | 3 - 0 | Rep. Dominicana | 25-22, 25-13, 25-17               |
| 6 agosto 2024 Paris Expo Porte de Versailles, Parigi Durata: 1h:22 - Spettatori: 9 244 | Stati Uniti | 3 - 0 | Polonia         | 25-22, 25-14, 25-20               |
| 6 agosto 2024 Paris Expo Porte de Versailles, Parigi Durata: 1h:24 - Spettatori: 9 253 | Italia      | 3 - 0 | Serbia          | 26-24, 25-20, 25-20               |

#### Semifinali
| 8 agosto 2024 Paris Expo Porte de Versailles, Parigi Durata: 2h:11 - Spettatori: 9 253 | Brasile | 2 - 3 | Stati Uniti | 23-25, 25-18, 15-25, 25-23, 11-15 |
| 8 agosto 2024 Paris Expo Porte de Versailles, Parigi Durata: 1h:29 - Spettatori: 9 309 | Turchia | 0 - 3 | Italia      | 22-25, 19-25, 22-25               |

#### Finale 3º posto
| 10 agosto 2024 Paris Expo Porte de Versailles, Parigi Durata: 1h:53 - Spettatori: 9 151 | Brasile | 3 - 1 | Turchia | 25-21, 27-25, 22-25, 25-15 |

#### Finale
| 11 agosto 2024 Paris Expo Porte de Versailles, Parigi Durata: 1h:12 - Spettatori: 9 340 | Stati Uniti | 0 - 3 | Italia | 18-25, 20-25, 17-25 |

## Classifica finale
| Pos     | Squadra         | Rosa |
| ------- | --------------- | --- |
| Oro     | Italia          | Formazione: 1 Lubian, 3 Cambi, 5 Spirito, 6 De Gennaro, 8 Orro, 9 Bosetti, 11 Danesi, 17 Sylla, 18 Egonu, 19 Fahr, 21 Omoruyi, 24 Antropova, 27 Giovannini, CT: Velasco                              |
| Argento | Stati Uniti     | Formazione: 1 Hancock, 2 Poulter, 3 Skinner, 4 Wong-Orantes, 7 Carlini, 10 Larson, 11 Drews, 12 Thompson, 15 Washington, 16 Rettke, 22 Plummer, 23 Robinson, 24 Ogbogu, CT: Kiraly                   |
| Bronzo  | Brasile         | Formazione: 1 Costa, 2 Alecrim, 3 Carneiro, 6 de Menezes, 7 Montibeller, 9 Ratzke, 10 G. Guimarães, 12 de Souza, 14 de Araújo, 15 da Silva, 17 Bergmann, 19 Santos, 24 Teixeira, CT: J. Guimarães    |
| 4       | Turchia         | Formazione: 1 Örge, 3 Özbay, 4 Vargas, 7 Baladın, 9 İsmailoğlu, 11 Cebecioğlu, 12 Şahin, 14 Erdem, 18 Güneş, 19 Kalaç, 21 Arıcı, 22 Cebecioğlu, 99 Karakurt, CT: Santarelli                          |
| 5       | Cina            | Formazione: 1 Yuan, 2 Zhu, 3 Diao, 5 Gao, 6 Gong, 7 Wang Y.y., 9 Zhang, 12 Li, 14 Zheng, 16 Ding, 18 Wang M.j., 21 Wu, 22 Zhuang, CT: Cai                                                            |
| 6       | Polonia         | Formazione: 1 Stenzel, 3 Alagierska, 5 Kąkolewska, 9 Stysiak, 11 Łukasik, 12 Szczygłowska, 14 Wołosz, 15 Czyrniańska, 17 Smarzek, 26 Wenerska, 30 Różański, 41 Kurnikowska, 95 Jurczyk, CT: Lavarini |
| 7       | Serbia          | Formazione: 1 Buša, 2 Lazović, 4 Živković, 5 Popović, 9 Uzelac, 10 Ognjenović, 11 Kurtagić, 14 Aleksić, 15 Stevanović, 17 Radović, 18 Bošković, 19 Milenković, 22 Lozo, CT: Guidetti                 |
| 8       | Rep. Dominicana | Formazione: 1 Arias, 5 Castillo, 6 Rodríguez, 7 Marte, 8 Tapia, 11 Ge. González, 15 Guillén, 16 Peña, 18 de la Cruz, 20 B. Martínez, 21 J. Martínez, 23 Ga. González, CT: Kwiek                      |
| 9       | Giappone        | Formazione: 1 Iwasaki, 2 Hayashi, 3 Koga, 4 Ishikawa, 5 Yamagishi, 6 Seki, 8 Kojima, 10 Inoue, 11 Yamada, 12 Fukudome, 15 Miyabe, 20 Araki, 21 Wada, CT: Manabe                                      |
| 10      | Paesi Bassi     | Formazione: 4 Plak, 5 Knollema, 7 Lohuis, 10 van Aalen, 11 Buijs, 12 Bongaerts, 16 Baijens, 18 Jasper, 19 Daalderop, 23 Timmerman, 25 Reesink, 26 Dambrink, 33 Marring, CT: Koslowski                |
| 11      | Francia         | Formazione: 1 Cazaute, 3 Giardino, 4 Bauer, 7 Ndiaye, 9 Stojiljković, 11 Gicquel, 15 Sylves, 23 Olinga-Andela, 53 Schalk, 63 Respaut, 88 Rotar, 91 Bah, 99 Gelin, CT: Rousseaux                      |
| 12      | Kenya           | Formazione: 1 Mutinda, 2 Oluoch, 3 Owino, 4 Kasaya, 5 Chepchumba, 6 Barasa, 7 Misoki, 8 Atuka, 11 Simiyu, 13 Namutira, 15 Kaei, 16 Kundu, 19 Mukuvilani, CT: Munala                                  |

## Premi individuali
| Premio                 | Nome               | Squadra     |
| ---------------------- | ------------------ | ----------- |
| MVP                    | Paola Egonu        | Italia      |
| Miglior palleggiatrice | Alessia Orro       | Italia      |
| Miglior opposto        | Paola Egonu        | Italia      |
| Miglior schiacciatrice | Myriam Sylla       | Italia      |
| Miglior schiacciatrice | Gabriela Guimarães | Brasile     |
| Miglior centrale       | Chiaka Ogbogu      | Stati Uniti |
| Miglior centrale       | Anna Danesi        | Italia      |
| Miglior libero         | Monica De Gennaro  | Italia      |

## Statistiche
| Rendimento individuale | Rendimento individuale | Rendimento individuale | Rendimento individuale |
| Pos.                   | Nome                   | Punti                  | Squadra                |
| ---------------------- | ---------------------- | ---------------------- | ---------------------- |
| 1                      | Melissa Vargas         | 159                    | Turchia                |
| 2                      | Paola Egonu            | 110                    | Italia                 |
| 2                      | Gabriela Guimarães     | 110                    | Brasile                |
| 4                      | Tijana Bošković        | 103                    | Serbia                 |
| 5                      | Andrea Drews           | 97                     | Stati Uniti            |

| Attacchi vincenti | Attacchi vincenti  | Attacchi vincenti | Attacchi vincenti |
| Pos.              | Nome               | Punti             | Squadra           |
| ----------------- | ------------------ | ----------------- | ----------------- |
| 1                 | Melissa Vargas     | 145               | Turchia           |
| 2                 | Gabriela Guimarães | 97                | Brasile           |
| 3                 | Paola Egonu        | 95                | Italia            |
| 4                 | Tijana Bošković    | 93                | Serbia            |
| 5                 | Andrea Drews       | 90                | Stati Uniti       |

| Muri vincenti | Muri vincenti         | Muri vincenti | Muri vincenti |
| Pos.          | Nome                  | Punti         | Squadra       |
| ------------- | --------------------- | ------------- | ------------- |
| 1             | Ana Carolina da Silva | 23            | Brasile       |
| 2             | Chiaka Ogbogu         | 21            | Stati Uniti   |
| 3             | Anna Danesi           | 20            | Italia        |
| 3             | Thaísa de Menezes     | 20            | Brasile       |
| 5             | Agnieszka Kąkolewska  | 19            | Polonia       |

| Battute vincenti | Battute vincenti      | Battute vincenti | Battute vincenti |
| Pos.             | Nome                  | Punti            | Squadra          |
| ---------------- | --------------------- | ---------------- | ---------------- |
| 1                | Paola Egonu           | 7                | Italia           |
| 1                | Li Yingying           | 7                | Cina             |
| 3                | Melissa Vargas        | 6                | Turchia          |
| 3                | Ana Cristina de Souza | 6                | Brasile          |
| 3                | Jordyn Poulter        | 6                | Stati Uniti      |
| 3                | Haleigh Washington    | 6                | Stati Uniti      |
| 3                | Kathryn Plummer       | 6                | Stati Uniti      |